# Enauenê-nauês
Os Enauenês-nauês (Enawenê-Nawê), antigamente também conhecidos como salumã, são um grupo indígena brasileiro cuja língua é da família Aruak. Os cerca de 560 indivíduos vivem em uma única aldeia às margens do rio Iquê, afluente do Juruena, no estado de Mato Grosso, mais precisamente na Terra Indígena Enawenê-Nawê, de 742 mil hectares e que é apenas parte de seu território original. Seu primeiro contato com não-indígenas ocorreu em 1974 e desde o início do século XXI têm seu território e seus costumes ameaçados pela poluição, pelo avanço da agropecuária e pela instalação de uma rede de centrais hidrelétricas nos rios da região. Todos os anos, realizam o ritual yaokwa, reconhecido em 2010 como patrimônio cultural nacional e em 2011 como patrimônio imaterial da humanidade que requer proteção urgente, recebendo apoio do IPHAN e da Unesco.

## Localização

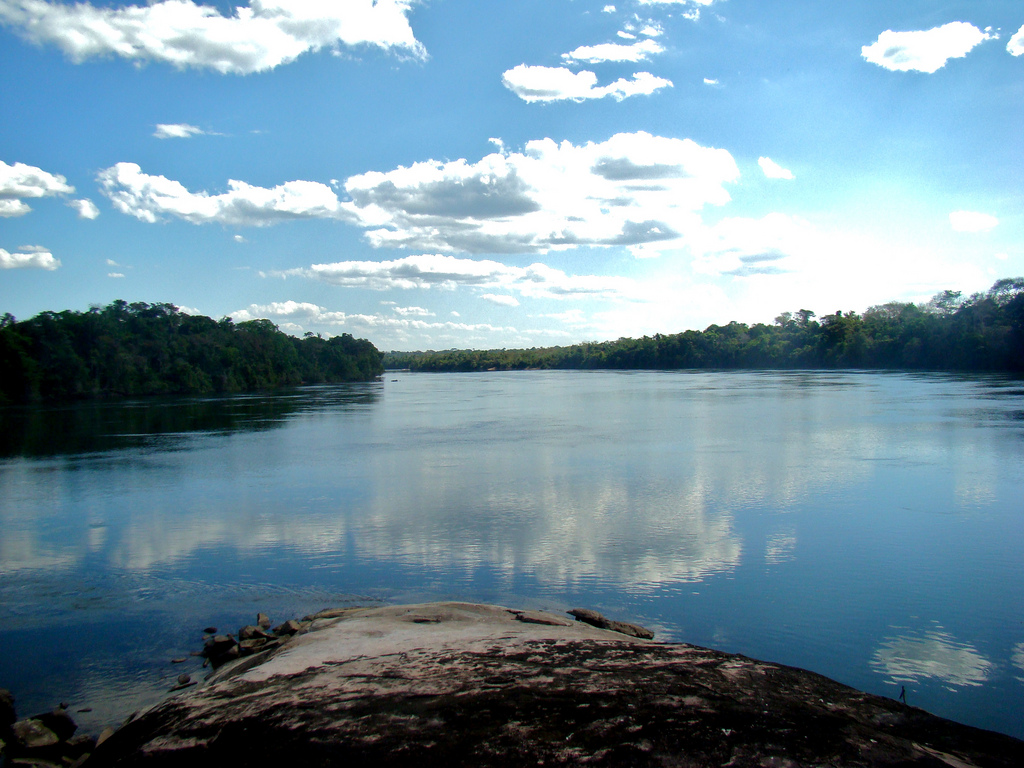
O rio Juruena é um dos limites da terra indígena dos enauenês-nauês

A terra indígena dos Enawenê-nawê localiza-se entre os municípios de Juína, Comodoro e Sapezal, na região noroeste do estado de Mato Grosso, no vale do rio Juruena, um afluente do Tapajós. Juína é o centro urbano mais próximo. A partir de lá, chega-se à aldeia percorrendo-se 60 quilômetros de estrada de terra e 200 quilômetros de barco.
A partir da década de 1980, suas aldeias passaram a se concentrar nos arredores do rio Iquê, cujas nascentes chegam até a cidade de Vilhena, em Rondônia, e faz parte da bacia do Juruena. Os rios que fazem parte do território pertencem todos à bacia do Juruena, com exceção do rio Aripuanã, que nasce naquela terra indígena e compõe a bacia do Madeira. Seus limites estendem-se do rio Doze de Outubro e Camararé ao sudoeste, às nascentes da sub-bacia do Aripuanã ao noroeste, as nascentes do rio Preto e Juína Mirim ao norte e nordeste, e como limite sudeste o Papagaio e o próprio Alto Juruena em sua confluência com o rio Juína. Seus vizinhos mais próximos são os povos Menky, Nambikwara, Rikbaktsa, Iranxe e Cinta Larga. A região tem vegetação de transição entre cerrado e floresta equatorial. O clima é definido por duas estações muito bem delimitadas, uma chuvosa, que vai de outubro a março, e outra seca, de abril a setembro.
A ocupação do vale do Juruena foi definida principalmente por três fatores: a guerra, a agricultura e a pesca. As fugas e ataques, e a busca pelo melhor aproveitamento das terras e das águas motivaram os deslocamentos em seu território, cuja ocupação estima-se em mais de 150 anos.

### Danakwa
Inicialmente, os enauenês-nauês habitaram a região conhecida como Serra do Norte, na confluência das cabeceiras dos rios Aripuanã, Preto e Arimena, onde construíram dezenas de aldeias, barragens e acampamentos. Deslocaram-se de lá nos anos 1940, em resposta aos frequentes ataques dos Rikbaktsa e principalmente dos Cinta-Larga, mas nunca deixaram de frequentar o local, principal fonte do jenipapo (dana) utilizado para pintura corporal no ritual yãkwa. Por isso, esta região é por eles denominada danakwa (jenipapal).
É também um local de importância religiosa, considerado morada dos espíritos subterrâneos (yakairiti), a quem a tribo dedica a maior parte de seu ciclo anual de ritos.

### Migração
Fugindo de seus inimigos, deslocaram-se para o sul, mas não conseguiram estabelecer-se nas margens do Juruena, ocupadas pelos mesmos povos que os atacavam ao norte. Nos anos 1950, chegaram às margens do Iquê, de onde expulsaram os Nambikwara e de onde foram novamente expulsos, alguns anos depois, pelos conhecidos Cinta-Larga. Continuaram deslocando-se pelo rio Camararé, até se estabelecerem nas proximidades de um pequeno afluente, o rio Primavera, dentro do território nambikwara. Lá permaneceram até os anos 1980, quando migraram de volta para o Iquê, onde permanecem até 2012.

### Demarcação
A demarcação da terra indígena Enawenê Nawê excluiu áreas como a das cabeceiras do rio Preto, antes que estudos mais detalhados revelassem sua importância para aquele povo, e baseou-se nas informações disponíveis nos primeiros contatos, quando o povo encontrava-se em migração, ocupando território nambiquara, e sua utilização territorial encontrava-se bastante reduzida em função da ameaça inimiga. Somente após o fim dos ataques, os enauenês-nauês retomou suas atividades e ritos tradicionais, e buscou reocupar os territórios originais. Por isso, a terra indígena demarcada encontra-se em processo de estudo para revisão de seus limites.

## Contato
Os primeiros não-indígenas a mencionarem a existência dos enauenês-nauês foram seringueiros que trabalhavam na região, e que reportaram a missionários jesuítas em 1962. Diziam eles que aquele povo tinha temperamento pacífico, pois não hostilizavam os trabalhadores, embora bloqueassem os córregos para impedir a passagem dos não-indígenas às suas moradias.
Em setembro de 1973, o grupo de missionários da Missão Anchieta da Operação Amazônia Nativa (OPAN) realizou um sobrevoo nas margens do alto rio Juruena, em território dos Nambikwara, onde observaram a existência de uma aldeia. No ano seguinte, os missionários retornaram acompanhados de índios Nambikwara para tentar estabelecer contato. No entanto, ao chegarem a uma pequena aldeia de caça, identificaram elementos que os distinguiam daquele povo: o hábito de dormirem em redes e a amarração de penas das flechas, bem ao estilo dos Rikbaktsa. Uma nova expedição foi planejada, desta vez com a companhia de índios Rikbaktsa. A equipe, coordenada pelos jesuítas Vicente Cañas e Tomáz de Aquino Lisboa, chegou à aldeia, de onde os índios fugiram para a floresta. Um único índio, com deficiência física, não conseguiu fugir. Os missionários e índios da expedição deitaram seus facões e machados aos pés do único índio no pátio da aldeia, em sinal de amizade. Identificaram que se tratava de um povo da família Aruaque, pelo estilo das malocas, pela presença de uma casa das flautas e por seu sotaque.
O grupo deixou a aldeia e decidiu passar a noite nas proximidades e retornar à aldeia no dia seguinte. Entretanto, foram três índios locais, armados com arcos e flechas, que visitaram o acampamento pela manhã, e levaram os visitantes até a aldeia vazia, enquanto o restante do povo escondia-se na floresta. Ofereceram-lhes alimento e trouxeram alguns outros índios locais para estabelecer contato, dando início à aproximação com os não-indígenas.
Naquela época, a Missão Anchieta revia seu tradicional método de atrair e civilizar populações indígenas a partir da educação. A aproximação com os enauenês-nauês seguiu uma nova abordagem, conhecida como "Intervenção Mínima", com o objetivo de mantê-los isolados da sociedade e realizar aproximações mais lentas, com um mínimo de interferência e concentrando suas atividades no atendimento à saúde e na proteção de seu território. As enfermeiras que mais tarde viriam a trabalhar na aldeia chegaram a se instalar em casas comunais e a aprender a língua local. Alguns poucos instrumentos de ferro foram introduzidos, como o facão, o anzol e o machado, mas procurou-se reduzir ao máximo a dependência de bens industrializados.
Essa nova postura evitou o surgimento das epidemias comuns entre grupos indígenas após o contato, bem como seus efeitos deletérios. O que ocorreu foi um notável crescimento demográfico, aliado à manutenção do modo de vida tradicional, incluindo seus ritos e seu idioma.
Durante os anos 1990, os contatos com os não-indígenas se intensificaram, especialmente em virtude das tentativas de construção de estradas em seu território. Posteriormente, a instalação de hidroelétricas também impulsionou os contatos e pode ter influenciado sua recente decisão pela alfabetização em língua portuguesa.

## População

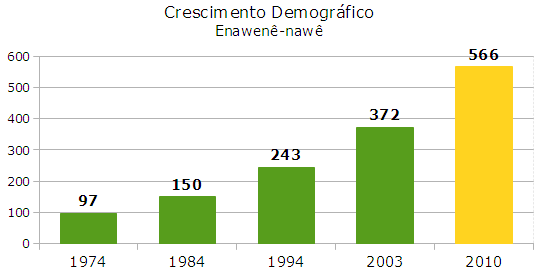
A população apresenta crescimento acelerado

Na época dos primeiros contatos com os não-indígenas, os enauenês-nauês totalizavam 97 indivíduos (ou 130, segundo outras estimativas). A população cresceu bastante de 1974 até a primeira década dos anos 2000, e nos últimos anos, o ritmo desse crescimento tem-se intensificado. Em 1984, eram mais de 150 pessoas, e em 1993, eram 229. Em meados de 1996, passados 22 anos dos primeiros contatos com os missionários, os enauenês-nauês haviam dobrado sua população, reunindo 260 indivíduos. De 1992 a 2006, passaram de 216 para 435 indivíduos. Ou seja, a população dobrou em 22 anos e depois dobrou novamente em apenas 14 anos.
Em 2010, a população totalizava 566 indivíduos, o que representa uma taxa média anual de 5%. O resultado é que o contingente populacional enauenê-nauê em 2010 é bem mais jovem que nos anos 1970. As crianças (dinwá) já representam quase dois terços da população, o que pode trazer reflexos na capacidade reprodutiva desse povo.

## Cultura

### Denominação
Desde que, nos primeiros contatos, identificou-se que se tratavam de um povo diferente dos já registrados, e até o início da década de 1980, eles foram designados como Salumã, que era a forma pela qual eram denominados pelos povos vizinhos. Somente em 1983, o missionário jesuíta Vicente Cañas, por meio de várias experiências de contato, compreendeu que eles se auto-denominavam enauenês-nauês, e a partir de então, esta passou a ser a forma predominante para designá-los.

### Língua
Os enauenês-nauês falam a língua de mesmo nome, da família aruaque e similar à língua falada pelo povo Paresi. Na língua enauenê-nauê, não há encontros consonantais e a estrutura silábica básica é formada por apenas vogal, ou consoante-vogal. Não há sílaba travada, do tipo consoante-vogal-consoante. A interrogação é marcada pela entonação e pela partícula la no fim da palavra. Um substantivo feminino é indicado pelo sufixo -lo, enquanto os substantivos masculinos são indicados pelo sufixo -re.
Por meio da Operação Amazônia Nativa (OPAN), eles chegaram a ser alfabetizados em sua língua materna, até que em 2009, solicitaram a alfabetização em língua portuguesa e a formação de agentes de saúde.

### Cultura material
Na ocasião de seu primeiro contato, o padre jesuíta Tomáz de Aquino Lisbôa retratou a aparência daquele povo, também registrada anos depois em pesquisas de Virgínia Valadão. Homens e mulheres têm cabelos compridos caindo nas costas, com franjas e aparados na região temporal, e usam brincos em forma de argolas pretas, feitos de tucum, nos quais se prendem conchas brancas triangulares. Nos braços, todos usam tiras finas de algodão apertando o bíceps. Os homens, de boa estatura e pele clara, também usam tiras semelhantes na barriga da perna e fitas mais largas no tornozelo, além de estojo peniano, que é uma palha feita de fibra de buriti amarrada no pênis, usada a partir do início da adolescência. No peito, usam colares de adorno, feitos com dentes de animais, frutos vegetais e penas de pássaros, em especial da arara vermelha, papagaios, mutum e gavião, embutidas em coco de tucum. As mulheres vestem mini-saias vermelhas de algodão tingido de urucum e colares pretos de tucum na cintura, e na panturrilha usam argolas de borracha. Têm duas meia-luas tatuadas nas laterais do umbigo.
Os enauenês-nauês cultivam o algodão, do qual fazem redes, saias e pulseiras ou fitas. Extraem do urucum o pigmento vermelho que usam em saias e no corpo, e do jenipapo tiram o pigmento preto usado em ocasiões especiais. Criam araras e papagaios que fornecem as penas para os colares, sem que seja necessário matar os animais. Usam uma secreção extraída de pererecas para modificar as cores de algumas penas verdes do rabo destas aves, que se tornam amarelo-ouro.
Durante o ritual yãkwa, usam flautas e chocalhos feitos de bambus e cabaças de diversos tipos e tamanhos. Cada grupo ritual toca um instrumento diferente, relacionada a um grupo de espíritos. Os instrumentos são tocados simultaneamente, no pátio central da aldeia.

### Mito de origem
Os enauenês-nauês acreditam que seus povos ancestrais habitavam o interior de uma pedra. Um pica-pau fez um buraco na pedra e abriu uma passagem que permitiu a saída dos povos originários, que se espalharam pela superfície da terra. Esses primeiros povos eram incompletos ou defeituosos. Um deles só utilizava objetos de palha de buriti, outro só se alimentava de aves e em outro, os homens não usavam estojo peniano. Os espíritos subterrâneos os atacaram sob a forma de onças, monstros aquáticos, epidemias ou povos inimigos, quase dizimando-as por completo. Seus sobreviventes foram guiados pelos espíritos celestes e subterrâneos de seus respectivos clãs e reuniram-se na aldeia de um desses clãs, o dos formadores do aweresese. À chegada, depositaram suas flautas na casa central, na mesma posição que usam até hoje. Reunidos, cada povo ensinou os bons costumes aos demais. Os anihiare, por exemplo, ensinaram aos demais o uso do estojo peniano e aprenderam a não comer carne de caça.

### Cosmologia
Para os enauenês-nauês, o cosmos possui quatro níveis: o subterrâneo (ehatekoyoare), o terrestre, o celestial (eno) e o pós-celestial.

#### Ehatekoyoare
O patamar subterrâneo é um mundo sombrio, inacessível até para os xamãs, e dominado por sombras e chuvas ilimitadas e por um sol frio. Lá reinam os iakayreti: seres deformados, responsáveis pelas mazelas humanas. Muito altos, sem olhos e sem articulação nos braços e pernas, não usam adornos, não aparam o cabelo, não riem e nem choram.  Preguiçosos, não constróem ou cultivam, e dependem dos homens para alimentá-los no dia-a-dia e também nos banquetes festivos. Apesar de reinar no subterrâneo, moram nas ilhas, morros, cachoeiras, lagoas, brejos, barrancos e corredeiras de rios. São donos dos peixes e de importantes espécies vegetais. Mas só os homens sabem produzir o sal vegetal, alimento preferido dos iakayreti, então eles trocam-no pelos peixes dos rios e o partilham nos banquetes festivos. Mas os iakayreti estão quase sempre insatisfeitos e visitam frequentemente a aldeia em busca de mais comida. Por isso, os índios estão sempre preocupados em produzir e oferecer-lhes alimento. Se contrariados, estes seres podem causar doença e morte.

#### Terra
A camada terrestre é habitada por humanos e por dois outros seres: os dakoti e os atahare-wayate. Os dakoti são seres imateriais, sem carne, osso ou sangue, sem cabelo ou dentes. Alimentam-se de insetos, anfíbios e fungos. De olhos profundos e sem brilho, andam curvados e estão sempre agachados. Sua aparição é prenúncio de doença e morte de quem o viu ou de algum parente, e quase nunca é revelada. Quando alguém está prestes a morrer, aproximam-se da aldeia para levar a mensagem da fúria dos iakayreti.
Já os atahare são ogros gigantes, donos de várias plantas e que vivem dentro das árvores (que são consideradas "espíritos da mata"). Dormem na floresta, e acordam com o cheiro de sangue. Têm bocas gigantes, sendo capazes de engolir uma pessoa por inteiro, e costumam engolir aqueles que violam certos costumes.

#### Eno
O patamar celestial é um local de vegetação exuberante e sempre verde, de terra fértil e sempre cultivada, no perfeito delta de dois rios principais, walatawina e weroriwina, e seus inúmeros afluentes. Nas margens do rio, imponentes canoas de madeira são guardadas para uso no transporte e na pesca. O céu do eno tem lua e estrelas, e quando o sol se põe na terra, nasce no eno, alternando os dias e noites com os da terra. Lá vivem almas de todas as espécies de animais, e a única aldeia é habitada pelos ancestrais enore nawe e pelas enolo nawe. Estes seres são bondosos e belos, fortes, perfumados, de dentes perfeitos e cabelo bem aparado, que se vestem com os trajes cerimoniais dos homens: pele tingida de urucum com traços desenhados em vermelho-sangue, brincos triangulares de conchas, colares com frutos de tucum, braceletes, pulseiras, tornozeleiras e caneleiras de penas vermelhas e negras de arara e de mutum.
Os deuses celestes vivem como os humanos, praticam a pesca, a agricultura e a coleta. Tecem redes, buscam lenha, preparam seu alimento, e fazem rituais, onde cantam, tocam, dançam e comem no pátio de sua aldeia. Quando percebem algum sinal de envelhecimento, vão à lagoa hurikwatia, onde trocam de pele e assim rejuvenescem, mantendo-se sempre jovens e imortais. Nunca adoecem e mantêm vida sexual ativa.
Suas casas são dispostas em um círculo perfeito, no centro do qual há uma pequena casa, chamada haiti, onde guardam as flautas das cerimônias rituais. A terra é uma imitação imperfeita do eno.

#### Infinito
No cosmos enauenês-nauês, acima do eno situa-se uma quarta camada, sem vida, de espaço infinito, vazio e inalcançável.

### As fases da vida
Para os enauenês-nauês, a vida se divide em várias fases, bem delimitadas por sinais ou atribuições, de acordo com o grau de desenvolvimento. Dentro do útero, o embrião ou feto é designado tiraware (para meninos) ou tirawalo (para meninas). Eles acreditam que a gravidez resulta do encontro entre o esperma e o sangue menstrual, no interior do útero, e que para que a mulher engravide, são necessárias muitas relações sexuais. Também acreditam que o tronco e os braços se desenvolvem antes da cabeça e das pernas. Se uma mulher tiver relações sexuais com mais de um homem durante a gravidez, o bebê terá sido feito em conjunto.
Após o nascimento, pai e mãe ficam em reclusão e seguem restrições alimentares para evitar que o bebê seja atormentado por seres malignos e adoeça ou morra. O cabelo do bebê é cortado e sua orelha é perfurada para receber o brinco de tucum. Ele também recebe as primeiras pulseiras e tornozeleiras de algodão. O bebê recém-nascido é conhecido como wesekoitakori, se for menino, ou wesekoitakolo, se for menina. Alimentam-se do leite da mãe, de tias ou de avós. Tomam banho de ervas para crescer com saúde e ocasionalmente recebem leves pinturas corporais de urucum. Ao nascer, cada criança recebe dois nomes: um escolhido pelo seu avô paterno e outro escolhido por seu avô materno. Cada clã tem um acervo de nomes, então a definição do nome representará o clã ao qual pertencerá a criança. Cabe ao pai oferecer peixes ao seu sogro, para fazê-lo esquecer do nome que ele havia escolhido, e assim a criança é admitida no clã de seu pai e de seu avô paterno.
As crianças de colo são denominadas enawehorairi (meninos) ou enawehorailo (meninas). Nesta fase, são ajudados pelos irmãos mais velhos, e já usam colares, consomem bebida de mandioca (oloyti), mingau de mandioca (ketera) e mel com água. Quando conseguem sentar e engatinhar, os meninos são chamados anolokwari e as meninas são conhecidas como anolokwalo. Recebem mais colares e passam a usar o brinco de conchas. As meninas começam a usar o cinto de tucum e a pinta de urucum, feita com palha de buriti.
Quando a criança começa a ficar em pé, é chamada de atetoarese (meninos) ou atetoalose (meninas) e são ajudadas pelos enore nawe para não cair e se machucar. As meninas que já sabem andar, atonahalose, recebem argolas de borracha para usar abaixo do joelho. Os meninos na mesma fase são os atonaharese. Ambos recebem outro tipo de tornozeleiras de algodão e passam a comer peixe. Dos três aos seis anos, começam a tomar banho sozinhos e acompanham os pais para aprender atividades da roça e da pesca. As meninas (dinoalose) estão sempre junto de suas mães, ao contrário dos meninos (dinoarese). Dos sete aos onze anos, a aprendizagem é intensa. Os meninos (enawaretese) pescam com os pais e as meninas (enawelotese) tratam a roça com as mães. A partir dos doze anos, os meninos (awitaretese) já pescam sem os pais. Alguns arranjos matrimoniais são feitos já nesta fase, e os meninos ajudam seus pais a plantar uma roça que será colhida pelos mãe e pela noiva. As meninas dessa fase (awitalotese) cuidam das crianças menores. Meninos e meninas já participam dos rituais.
A passagem para a vida adulta é um marco muito importante para o povo, e recebem marcas características. Os meninos que estão prontos para o casamento (awitariti) recebem o adorno peniano (olokoiri). Já as meninas (awitaloti) recebem tatuagens em torno do umbigo e dos seios, após a primeira menstruação. Essas marcas têm grande valor social. O estojo peniano é um adorno feito de tira de palha de buriti, com cerca de trinta centímetros de comprimento e um centímetro de largura, amarrado no prepúcio com um nó similar ao de gravata. A colocação do estojo segue um ritual.
Após o nascimento do primeiro filho, as mulheres, agora conhecidas como enetonasalo mudam seus adornos e usam pinturas corporais com traços diferenciados. Os homens passam a ser conhecidos como enetonasare e, a partir do quarto filho, kolakarinasare (para as mulheres, kolakalonasare). Com o primeiro neto, os homens são chamados kolakalare e as mulheres, kolakalaso sofrem restrições em alguns rituais. Quando surgem as primeiras rugas, os homens (ihitariti) e as mulheres (ihitaloti) reduzem o uso de adornos.

### A morte
Para o sepultamento, os enauenês-nauês utilizam a casca das árvores da mata adjacente para fazer uma urna funerária em formato de tubo com a mesma altura do morto, chamada makawetakalayti. Durante as cerimônias fúnebres, os parentes e amigos aglomeram-se em torno da urna e lamentam, choram, gritam e gesticulam, em um ritual chamado dakanayriti. Depois, é enterrado no chão de sua casa, sob a rede em que dormia, junto com vários de seus objetos pessoais, como colares, cocares, arco, flechas, machado, facão e roupas, ou qualquer coisa que os parentes entendam trazer lembranças do morto. Até mesmo seu nome é abandonado e deixa de ser pronunciado.
Os enauenês-nauês acreditam que após o sepultamento, começa uma longa jornada. Primeiro, o morto se liberta da urna de casca e se depara com uma aranha gigante, que devora imediatamente as mulheres que não tenham suas tatuagens corporais. Homens e crianças são poupados. Em seguida, encontra o maior de todos os rios (para uns, o Aripuanã, e para outros, o Amazonas), e deve atravessá-lo por uma ponte formada por cobras coloridas, que os vivos enxergam como o arco-íris. Ao fim da travessia, será recebido pelos dakoti com festa e passará a ser um deles.
Durante várias semanas após a morte, os parentes mais próximos executam um ritual de lamento, em memória do falecido e em ressentimento com os iakayreti, por sua fúria derivada da fome.

### A trindade
Para os enauenês-nauês, cada pessoal é uma trindade em potencial, e quando morre, dá origem a três entidades cósmicas: um enore, um iakayreti e um daikoti.
Suas expressões vitais do peito e da cabeça, pulsação cardíaca, respiração, a vividez dos olhos, a fala, o olfato e a audição formam o conjunto conhecido como hesekonase ("alma celestial"), que sobe ao eno, onde desembarca como um enore e passa a viver com seus parentes consanguíneos de mesmo clã.
Já as expressões dos membros inferiores, como batimentos cardíacos percebidos nas juntas e dobras das pernas, formam o oyakoare (ou wayakoriri), que é utilizada pelos iakayreti do clã do morto para formar um outro ser da mesma raça e família, que passa a viver em algum acidente hidrogeográfico da região, como uma cachoeira ou um córrego.
Já o dakoti é uma espécie de cópia ou sombra do morto, que como ele, deixa de existir e de se movimentar e segue à cidade dos espectros, no outro lado do arco-íris.

## Organização social

### Aldeia
Todos os indivíduos da etnia enauenê-nauê vivem em uma única aldeia. A aldeia enauenê-nauê (hotaikiti) tem formato circular e é composta por casas comunais retangulares (hakolo) e uma "casa dos clãs" (haiti), de formato cônico e situada aproximadamente no centro, onde são guardadas as flautas usadas nas cerimônias. As cerimônias ocorrem no pátio central (wetekokwa), onde também são disputadas partidas de futebol de cabeça, esporte tradicional que utiliza uma bola do látex extraído das seringueiras pelos próprios índios. Em pequenos igarapés próximos à aldeia, eles tomam banho, lavam seus utensílios e apanham água para cozinhar. Nos arredores, desenvolvem pequenas roças. A cada dez anos, aproximadamente, uma nova aldeia é construída, em virtude do esgotamento dos solos adjacentes e do acúmulo de mortos sepultados sob as casas, que atraem os maus espíritos. O nome da aldeia é composto pelo nome de algum curso d'água seguido do sufixo de lugar -kwa. A aldeia erguida em 1993 chamava-se Matokodakwa.
Suas casas são construídas com troncos de diâmetros diversos, amarrados com cipós. Sua cobertura é feita de palha de buriti, e há duas entradas: uma de frente para o pátio central e outra para os fundos da aldeia. Dentro da casa, há um corredor central ligando as duas entradas e formando uma área de circulação comum, onde se situam mesas altas, feitas de troncos finos e espaçados, designadas jiraus, e que servem de suporte para alimentos, como bolos assados de milho e massa de mandioca em processo de secagem. A estrutura da casa protege do calor do lado de fora. À noite, são iluminadas com tochas de resina enrolada em folhas de pacova.
Em cada uma dessas casas, vivem várias famílias relacionadas por parentesco. Cada grupo familiar, formado por pai, mãe e filhos solteiros tem seu próprio fogo, um jirau para seus pertences e um espaço onde armam suas redes próximas. Esse espaço é delimitado por divisórias de esteira feita de palha de buriti. Também os casais mais jovens têm seu próprio espaço, próximo ao dos pais da mulher. Eles seguem a regra do casamento uxorilocal, em que os jovens esposos mudam-se para o outro lado da casa ou para outra casa, enquanto as esposas permanecem junto aos seus pais. Cada unidade destas, composta por algumas famílias agregadas, representa um grupo doméstico, que é responsável pela cozinha comunal e por roças de milho. Os homens providenciam lenha, derrubam árvores, plantam e queimam terrenos. Às mulheres, cabe limpar as áreas de cultivo, colher e preparar o alimento. Em cada casa comunal, vivem dois a três grupos domésticos, e menos frequentemente, abriga apenas um ou mais de três grupos domésticos.

### Clãs
Dentro da estrutura social enauenê-nauê, os clãs (yãkwa) são unidades mais abrangentes, que vai além dos grupos familiares, dos grupos domésticos e dos grupos residenciais. Os clãs têm uma regra de pertencimento patrilinear. Portanto, o que define o pertencimento a um clã é a ascendência paterna do indivíduo. Devido à regra do casamento uxorilocal, em que o marido vai residir, junto com sua esposa, na casa dos pais dela, isso significa que os membros de um mesmo clã estão espacialmente dispersos em várias casas. Ainda assim, representam uma unidade e desempenham relevantes funções matrimoniais, rituais, econômicas e políticas.
São dez os clãs dos enauenês-nauês: kailore (KL), aweresese (AW), kawekwarese (KK), mairoete (MR), anihiare (AH), lolahese (LH), maolokori (ML), kawinariri (KN), kaholase (KH) e atosairi (AT), este último extinto.
Não são apenas pessoas que compõem os clãs. Também legiões de espíritos subterrâneos e celestes, associados a conjuntos de flautas, fazem parte da composição de um clã. Para os enauenês-nauês, o clã é composto pelos descendentes das populações míticas que saíram da pedra, espalharam-se por todo o vale do rio Juruena, sofreram uma série de catástrofes e, quase dizimados, reuniram-se novamente em torno dos seres do subterrâneo. Cada clã, ou yãkwa, é uma unidade exogâmica, ou seja, um grupo de descendentes que não casa entre si, mas cujos integrantes podem se casar com membros de outro clã.
A cada ciclo de dois anos, os clãs se alternam no papel de harikare, que são os responsáveis pelo cultivo da grande roça de mandioca adjacente à aldeia. São também os harikare que fabricam o sal vegetal, utilizado nos rituais que simbolizam a união dos yãkwa. Para tanto, eles permanecem na aldeia quando os demais partem para as expedições de pesca que podem durar dois meses ou mais. Durante as cerimônias, os harikare representam os grupos míticos originários, enquanto os demais clãs encarnam os espíritos fundadores do povo, e são responsáveis por fornecer os peixes que serão trocados com os harikare por alimentos de origem vegetal. Os nove clãs remanescentes dividem-se entre "clãs principais" (aõre) e clãs adventícios (kahene). A cada biênio um dos clãs principais, juntamente com um dos clãs adventícios, representam o papel de harikare, enquanto todos os demais compõem a expedição de pesca. Os clãs principais se alternam segundo uma sequência estrita: aweresese, kawekwarese, anihiare, kailore e mairoete. Não há uma ordem estrita para os kahene.

### Sotayreti
Na sociedade enauenê-nauê, os xamãs (sotayreti) gozam de elevado prestígio. É ele quem faz a conexão entre os deuses celestes e o mundo dos humanos, ora viajando até o eno, ora invocando a presença dos enore nawê na aldeia. Também sabem lidar com as outras forças sobrenaturais, como os seres da floresta e do subterrâneo. Somente ele consegue alcançar as outras camadas do cosmos através de seus sonhos ou transes. No estado entre o sono e a vigília, ele fala em voz alta, revelando perigos de doença ou morte para as pessoas que se reúnem ao redor de sua rede. Ele também pode andar pelo pátio da aldeia, geralmente à noite, com gestos agressivos, apontando seu arco para os seres malignos que apenas um xamã consegue ver. Os iakayreti, quando vistos, fogem para o interior da terra.
Outro aspecto da atividade xamânica é o seu poder de cura, prevenção e proteção. Essa atividade é recompensada pelos beneficiados, na forma de adornos como colares de tucum, anzóis e outras ferramentas, alimentos como peixe ou milho e outros objetos de uso pessoal. Os xamãs, que podem ser homens ou mulheres, precisam passar pela iniciação de um sotayreti experiente, para desenvolver habilidades de transe, de sucção de substâncias patogênicas e de elaboração de narrativas convincentes de seus contatos com as divindades.

### Hoenaytare
Além do xamã, há também a figura do soprador (hoenaytare) ou da sopradora (hoenaytalo), que são pessoas capazes de soprar palavras mágicas que protegem contra o ataque de seres malignos, mas que também podem causar doença e morte. Sua atividade é mais frequente durante o período da kadena, quando são observados tabus e prescrições alimentares.

### Baraytare
O baraytare é o conhecedor das plantas e de sua utilização como tonificantes, como contraceptivos femininos e também como medicamentos, no tratamento de feridas em geral, inclusive aquelas consideradas causadas por seres malignos. Este uso das plantas pode ser combinado com operações dos sotayreti.

### Iholalare
Um iholalare (feiticeiro) é alguém que manipula forças do mal, motivado exclusivamente pela vingança. É capaz de produzir e administrar venenos poderosos, sempre de maneira oculta e solitária. Ninguém é admitido ou reconhecido como tal, embora o povo acredite haver vários iholalare entre eles.

## Rituais
As trocas que os grupos fazem com os espíritos subterrâneos (iakayreti) e celestes (enore nawe) determinam o calendário de rituais. Peixes, produtos agrícolas e os produtos da coleta servem para consumo e para troca, então os trabalhos na aldeia são organizados de forma a garantir a produção de alimentos para o consumo cotidiano e para ofertas e trocas durante os rituais.
Os rituais salumã e kateokõ reúnem cerimônias e atividades dedicadas aos espíritos benevolentes enore nawe. São mais descontraídas e marcadas pelos acampamentos de coleta de mel. O ritual lerohi ocorre em agosto e marca o início da roça coletiva da mandioca, cujo plantio só termina no ano seguinte, durante o yãkwa. Ambos os rituais são dedicados aos espíritos malignos do subterrâneo, os iakayreti.

### Yãkwa

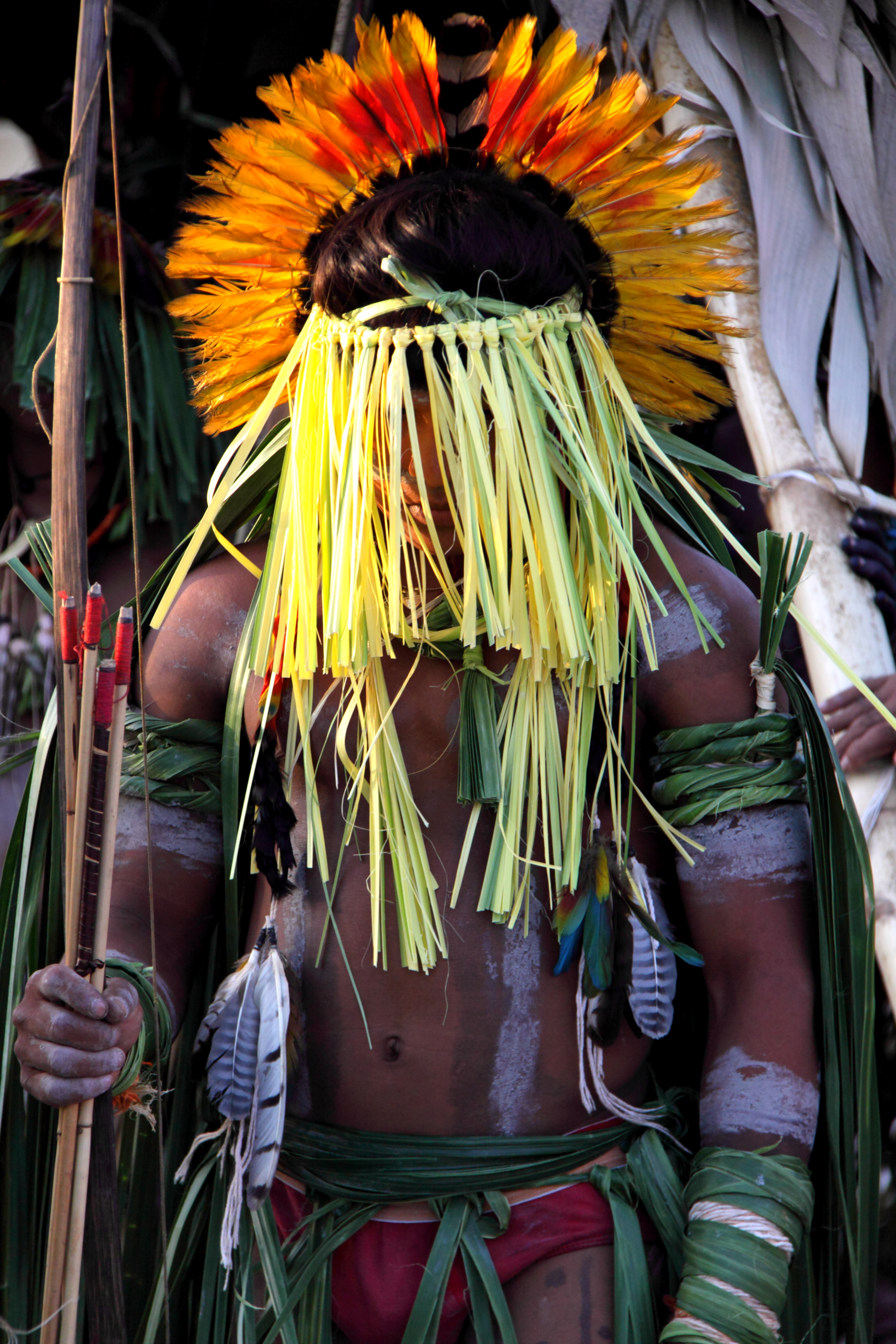
Um enauenê-nauê ornamentado para o yãkwa

Pelo ritual yãkwa (ou yaokwa), os enauenês-nauês acreditam entrar em contato com os yakairiti, os temíveis seres subterrâneos cuja fome deve ser saciada com sal vegetal, peixes e outros alimentos à base de milho e da mandioca, a fim de manter a ordem social e cósmica.
É a principal cerimônia do calendário ritual dos enauenês-nauês, e também a mais longa, durando os sete meses da estação seca.
Durante o yãkwa, os homens plantam mandioca à noite e fazem um tipo de reza. Também derramam bebida de mandioca e peixe assado na terra, para a "mandioca-mãe", que é uma referência ao mito sobre a origem da mandioca.
O peixe é um alimento fundamental para a realização dos rituais. Por isso, na preparação para o ritual, são construídas barragens e armadilhas para capturar uma grande quantidade de peixes, que são defumados, levados para a aldeia e armazenados para consumo nos quatro meses seguintes, durante os cantos e danças do ritual.
Divididos em dois grandes grupos, eles se alternam em dois papeis: uns organizam expedições de pesca em rios de médio porte da região, com o objetivo de levar grandes quantidades de peixe defumado para a aldeia, enquanto os demais permanecem na aldeia junto às mulheres, onde cantam, tocam flautas, dançam e preparam o sal vegetal, oferendas para os espíritos. A preparação do ritual começa em janeiro, com a colheita da mandioca e com a coleta das matérias-primas para a construção das barragens de pesca. A pesca de barragem, feita com estruturas construídas entre as duas margens dos rios, é parte importante deste ritual.
O ritual, incluindo a pesca com barragem, é protegido no Brasil desde 5 de novembro de 2010, quando foi registrado pelo Instituto do Patrimônio Histórico e Artístico Nacional (IPHAN) como bem cultural, por definição do Conselho Consultivo do Patrimônio Cultural daquele órgão. No ano seguinte, foi indicado para integrar a lista da Unesco de Patrimônio Imaterial da Humanidade como elemento que requer "medidas urgentes de salvaguarda". Entre 23 e 29 de novembro de 2011, o Comitê Intergovernamental para a Salvaguarda do Patrimônio Cultural Imaterial reuniu-se em Bali para avaliar os indicados e decidiu por aprovar a inclusão do yãkwa, que passou a ser o 18º bem imaterial brasileiro a contar com o apoio da agência da ONU na sua preservação e o 27º do mundo. De acordo com a organização, "o rito e a biodiversidade que celebra representam um ecossistema extremamente delicado e frágil, cuja continuidade depende diretamente da conservação deste último".

### A origem da mandioca
Os enauenês-nauês acreditam que a primeira mandioca teria sido uma menina, que pediu a sua mãe que a enterrasse até o pescoço e a seu pai que a alimentasse com peixe, e assim ela produziria sempre mandiocas que serviriam de alimento à sua família, e sua mãe as arrancaria com carinho. Porém, um dia, uma outra mulher veio roubar as raízes da mandioca e arrancou-as com muita força. A menina chorou e morreu, e a partir de então, as mandiocas não nascem mais sozinhas, sendo necessário que os homens as plantem a cada ano.

## Atividades produtivas
Os enauenês-nauês desenvolvem a pesca, a coleta e a agricultura. Embora ao longo do ano haja momentos de predominância de um ou outra dessas atividades, em nenhum momento qualquer atividade é exclusiva, havendo sempre uma complementariedade entre elas. Ao contrário da grande maioria dos povos do mundo, eles não consomem água in natura, que é recurso abundante nesta região de nascentes. Também não praticam a caça de mamíferos e de aves de médio e grande porte, como o fazem intensivamente os povos Rikbatsa, Mïnkï, Nambiquara e Cinta Larga, que habitam as regiões adjacentes.

### Pesca

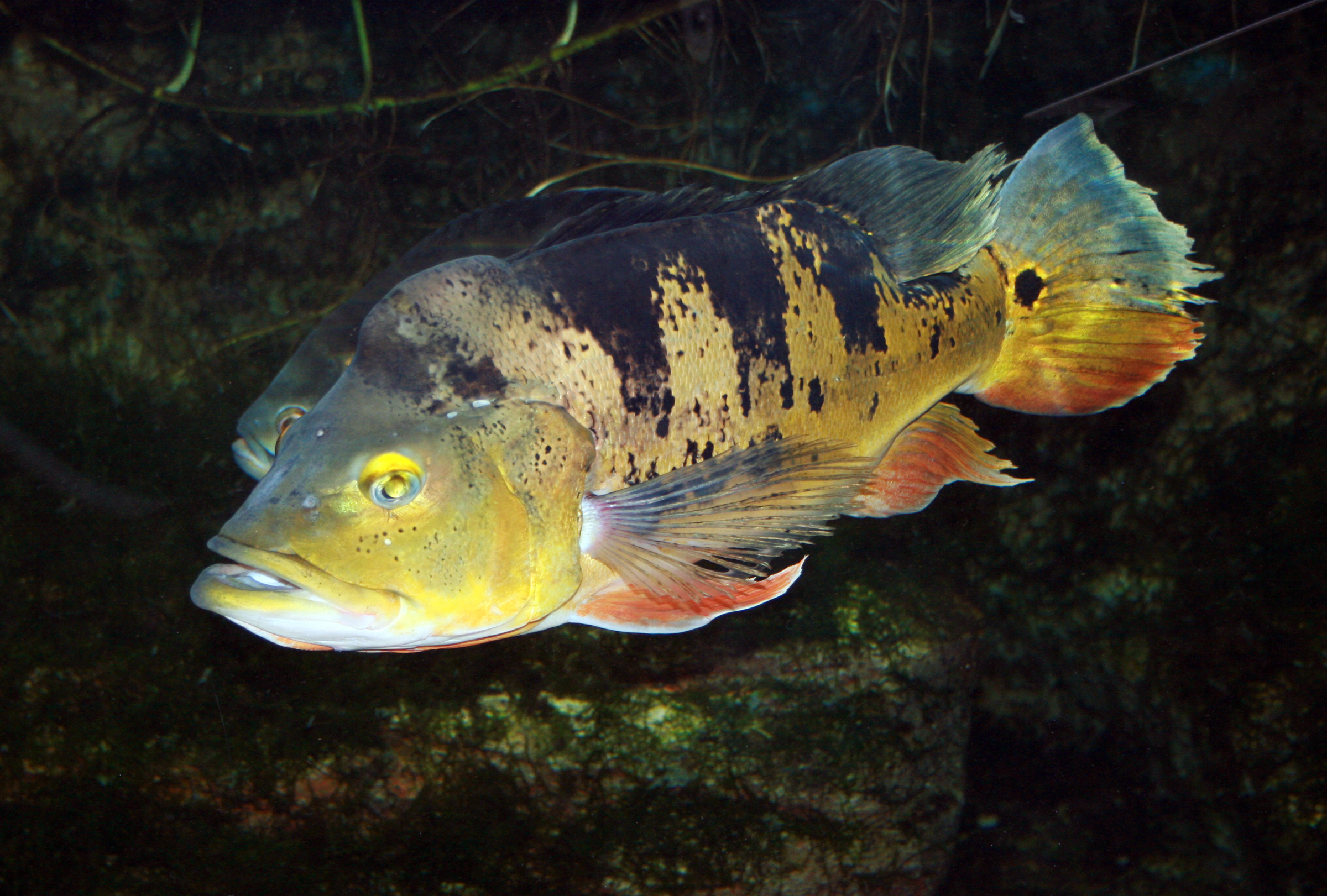
O tucunaré é uma das principais espécies na alimentação dos enauenês-nauês

O peixe é essencial para os rituais, onde é considerado um dos alimentos predileto dos espíritos subterrâneos ou celestes.
Os locais de pesca podem ser próximos ou muito distantes da aldeia e os arranjos sociais também variam muito, indo desde saídas individuais a pequenos ou grandes grupos, com parentes próximos ou menos próximos. Mas a pesca é uma atividade eminentemente masculina. Realizada durante quase todo o ano, é adaptada aos momentos de seca, enchente, cheia e vazante dos rios e lagos. Para cada um desses momentos ou durante sua transição, é exigido um conjunto de técnicas específicas. Os enauenês-nauês são exímios pescadores. Pescam com anzóis, arco e flecha, venenos vegetais, pequenas e grandes armadilhas e construções de barragens.
Da pesca com barragem, participam apenas os homens adultos e os meninos com mais de sete anos. Eles se dividem em grupos de três a cinco, que deslocam-se para diferentes rios. Quando definem o local mais propício, constroem um acampamento onde permanecem por cerca de dois meses. A barragem é uma complexa obra de engenharia, que consiste em fechar parcialmente o leito do rio com troncos entrecruzados e amarrados por cipós, onde são encaixadas dezenas de armadilhas em forma de cone fabricado de cascas de árvores, através das quais a água é succionada, e são capturados os peixes que descem em direção aos grandes rios. Eles conferem as armadilhas frequentemente, e os peixes presos são removidos e armazenados em cestos trançados, que são então colocados para defumar em jiraus de moquéns sob fogo constante. Esta pescaria garante grandes quantidades de peixes, o suficiente para os quatro meses seguintes do ritual yãkwa. As espécies mais comuns são os piaus, as traíras, as matrinchãs, os tucunaré e os jaús, mas eles não dispensam qualquer espécie, e alimentam-se inclusive de girinos, que consideram um tipo de peixe.
A partir de 2008, porém, a construção de centrais hidrelétricas na bacia do rio Juruena tem causado uma significativa redução na disponibilidade de peixes na região, o que compromete a manutenção da vida e das tradições da população local.

### Coleta

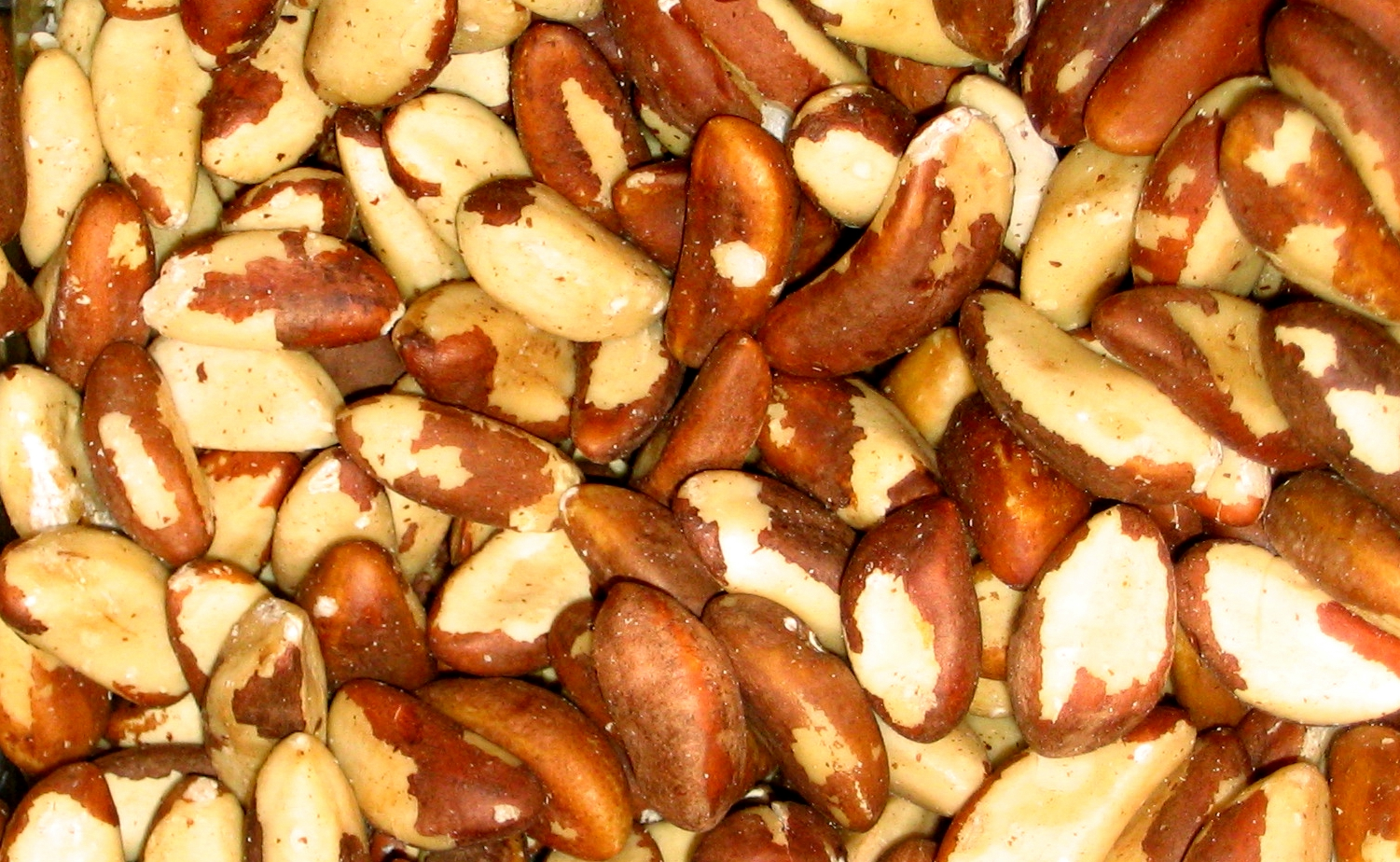
A castanha-do-brasil é coletada para uso em rituais.

Todos na aldeia, mulheres, homens ou crianças, participam de algum tipo de coleta, seja de frutos, insetos, fungos, mel ou de outros recursos. Há alguns itens que são especialmente coletados pelos homens ou mulheres ou pelas crianças, e outros por qualquer um, sem distinção. Em algumas épocas, há uma maior procura por alguns recursos. A castanha-do-brasil e o escasso sal vegetal, por exemplo, são utilizados nos rituais para invocar espíritos subterrâneos, enquanto o mel, que é um alimento abundante, é utilizado nos rituais para os espíritos celestiais, e são todos consumidos de forma coletiva. Mas a maioria dos itens coletados serve para consumo do grupo familiar nas refeições diárias ou como petiscos. Cogumelos, formigas e cupins são misturados no beiju ou assados e cozidos durante os meses de chuva. Também a bacaba, o pequi e o buriti são coletados com frequência em certos períodos. Durante as pescas coletivas e roças de milho, a população se dispersa, o que reduz a pressão sobre os recursos no entorno da aldeia no começo da estação das chuvas. Isso permite a renovação dos recursos dos arredores.

### Agricultura

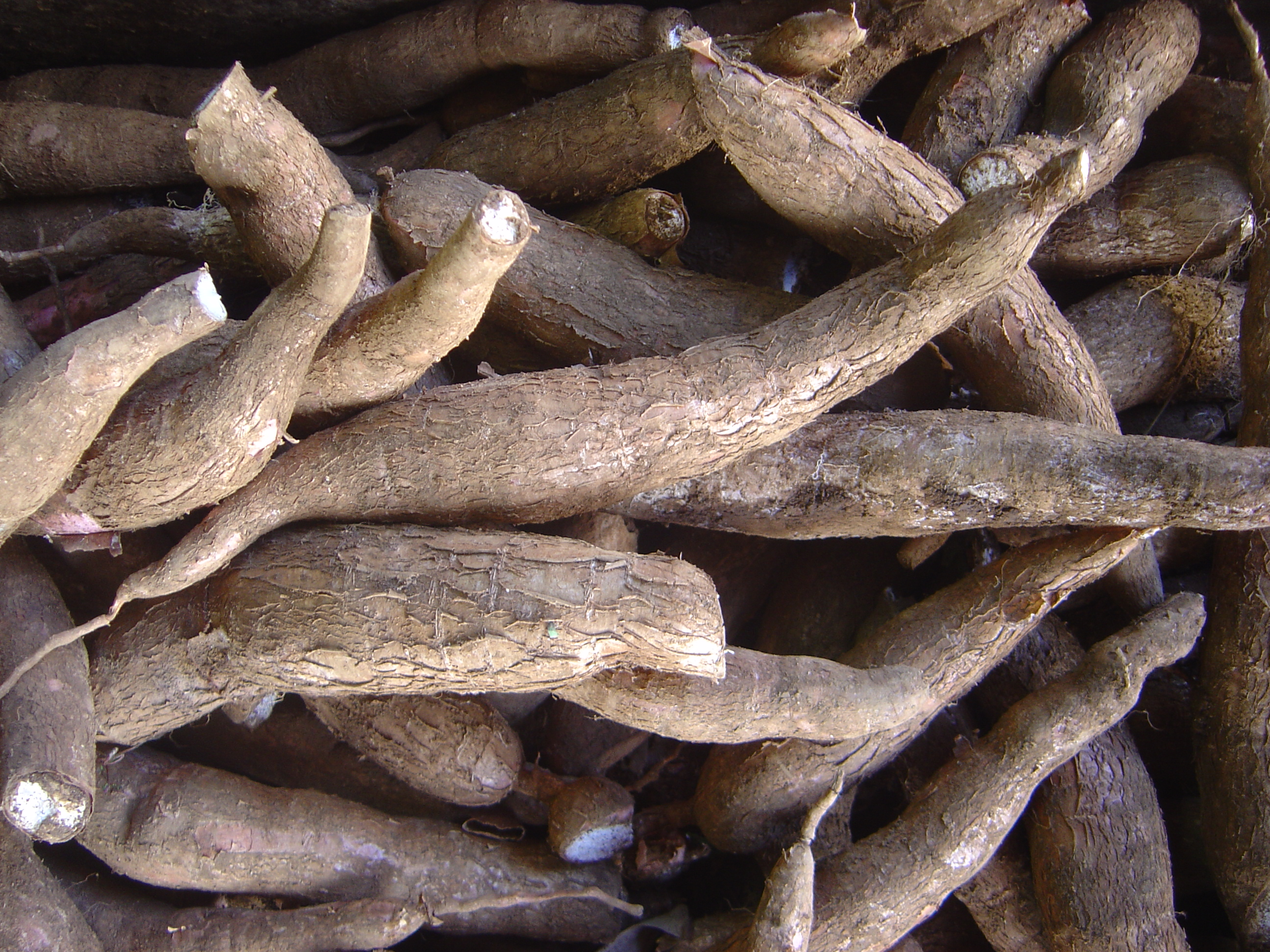
A mandioca brava é o principal cultivo dos enauenês-nauês

As principais culturas são a mandioca e o milho. As roças de mandioca (ketekwa) ficam no entorno da aldeia, a uma distância de cerca de três quilômetros, em áreas onde o solo é arenoso e bem drenado, e é normalmente desenvolvida pelo grupo familiar. Já a roça de milho (koretokwa) está localizada em áreas mais distantes, a cerca de trinta quilômetros da aldeia, em solos mais férteis, onde são construídos acampamentos temporários durante o período do cultivo, e mobilizam todo o grupo doméstico. Há também diferenças quanto às técnicas usadas e os períodos de execução. Em todas as atividades agrícolas, as atividades até o plantio são responsabilidades dos homens, e as demais tarefas, como a limpeza da roça, a colheita e o replantio são executadas normalmente por mulheres. Dentro das roças de mandioca ou milho, eles também cultivam outras plantas domésticas conhecidas.
Além das roças familiares de mandioca, há uma roça coletiva, que serve exclusivamente para fornecer o alimento usado nos rituais yãkwa e lerohi. Esta roça, renovada a cada dois anos, exige a participação de todos os homens e mulheres adultos do grupo responsável por sua manutenção. Conhecidos como harekare, esses grupos são alternados, então ao fim dos dois anos, os membros de uma outra habitação assumem o papel de harekare e se responsabilizam pela roça coletiva. O cultivo da mandioca dá início ao calendário agrícola, e é exatamente a roça coletiva a primeira a ser instalada. Após identificar o local, todos os homens, com exceção dos harekare, limpam e preparam o terreno, e a partir de então desenvolvem suas roças familiares, enquanto os harekare fazem o cultivo da roça coletiva, além de montarem suas próprias roças familiares. Os enauenês-nauês cultivam mandioca mansa e mandioca brava. A primeira, doce e não venenosa, é consumida cozida ou assada. A mandioca brava, amarga e venenosa, é preferida pela variedade de alimentos que fornece, como o beiju, o mingau, a sopa de milho e a cerveja de baixa fermentação.